# Bostonska čajanka
Bostonska čajanka dogodila se 16. prosinca 1773. godine i bila je svojevrsna provokacija kojom su građani Bostona izrekli svoje nezadovoljstvo britanskom ekonomskom politikom prema američkim kolonijama.
John Hancock organizirao je bojkot kineskog čaja koji je u Ameriku uvozila Velika Britanija preko Istočnoindijske kompanije. Do 1773. godine, nakon dugotrajnog bojkotiranja čaja koji Amerikanci više nisu kupovali, kompanija je zapala u velike dugove, a ogromne zalihe čaja propadale su, jer mu je cijena bila viša od jeftinog krijumčarenog čaja koji se uvozio na crno, bez poreza. Britanska je vlada izglasala Odredbu o čaju kojom je dopustila Istočnoindijskoj kompaniji da čaj prodaje direktno kolonijama po cijeni nižoj od one na crnom tržištu. Iznervirani takvom politikom, Bostonci su se popeli na tri britanska broda koji su uvozili čaj i svu zalihu pobacali u more. Incident je bio poticaj cijeloj američkoj populaciji za suprotstavljanje Britancima, što je naposljetku dovelo do Američkog rata za nezavisnost.